# Prosopocera superbrunnea
Prosopocera superbrunnea är en skalbaggsart som beskrevs av Stefan von Breuning 1969. Prosopocera superbrunnea ingår i släktet Prosopocera och familjen långhorningar. Inga underarter finns listade i Catalogue of Life.